# Apamea unicolorbrunnea
Apamea unicolorbrunnea är en fjärilsart som beskrevs av Wagner 1922. Apamea unicolorbrunnea ingår i släktet Apamea och familjen nattflyn. Inga underarter finns listade i Catalogue of Life.